# Tần Tông Quyền
Tần Tông Quyền (giản thể: 秦宗权; phồn thể: 秦宗權; bính âm: Qín Zōngquán) (? - 1 tháng 4 năm 889) là một quân phiệt vào cuối thời nhà Đường. Sau đó, ông xưng đế, tranh giành tính hợp pháp với Đường Hy Tông và sau đó là Đường Chiêu Tông. Tần Tông Quyền định đô tại Thái châu. Vào thời điểm đỉnh cao, Tần Tông Quyền kiểm soát một lãnh thổ bao gồm hầu hết tỉnh Hà Nam và một phần các tỉnh Hồ Bắc, An Huy và Giang Tô hiện nay, song cuối cùng ông đã chiến bại trước tướng Chu Toàn Trung của Đường. Các thủ hạ đã quay sang phản lại ông, khiến ông bị giải đến kinh thành Trường An- nơi ông bị hành hình.

## Đoạt lấy Thái châu
Gia đình Tần Tông Quyền có nguồn gốc từ Thái châu, thuộc Trung Vũ, Tần Tông Quyền từng giữ chức nha tướng tại Hứa châu- thủ phủ của Trung Vũ quân. Vào năm 880, khi thủ lĩnh nổi dậy Hoàng Sào chuẩn bị vượt sang bờ bắc Hoài Hà, Trung Vũ tiết độ sứ Tiết Năng (薛能) khiển Tần Tông Quyền suất quân cố gắng ngăn cản Hoàng Sào. Tuy nhiên, Chu Ngập sau đó đã tiến hành một cuộc binh biến và giết chết Tiết Năng. Khi hay tin Tiết Năng bị giết, Tần Tông Quyền trục xuất Thái châu thứ sử và đoạt lấy quyền kiểm soát châu này. Sau đó, khi Đường Hi Tông bổ nhiệm Chu Ngập làm Trung Vũ tiết độ sứ, Chu Ngập đã bổ nhiệm Tần Tông Quyền là Thái châu thứ sử.
Sau đó, Hoàng Sào chiếm được kinh thành Trường An, buộc Đường Hy Tông phải chạy trốn đến Thành Đô. Thoạt đầu, Chu Ngập quy phục Hoàng Sào, song đến mùa hè năm 881 thì nghe theo giám quân Dương Phục Quang trở lại trung thành với Đường. Dương Phục Quang cũng thuyết phục Tần Tông Quyền phái quân đi đánh Hoàng Sào, Tần Tông Quyền khiển bộ tướng Vương Thục (王淑) suất 3.000 lính hội quân với Dương Phục Quang. Tuy nhiên, do thấy Vương Thục không chịu phục tùng, Dương Phục Quang đã xử tử Vương Thục và đoạt lấy quân lính của Vương. Theo thỉnh cầu của Dương Phục Cung, trong cùng năm đó, Đường Hy Tông đã thăng Thái châu thành Phụng Quốc quân, bổ nhiệm Tần Tông Quyền làm phòng ngự sứ. Sau đó, Đường Hy Tông lại thăng Tần Tông Quyền làm tiết độ sứ.

## Làm tiết độ sứ và nổi dậy
Năm 883, không chống trả nổi liên quân do Lý Khắc Dụng thống soái, Hoàng Sào buộc phải từ bỏ Trường An và chạy về phía đông. Hoàng Sào khiển bộ tướng Mạnh Khải (孟楷) tiến công Thái châu, Tần Tông Quyền chiến bại nên đã quyết định mở cổng thành và xin quy phục Hoàng Sào. Sau đó, Tần Tông Quyền sáp nhập quân đội của mình vào quân nổi dậy của Hoàng Sào. Liên quân bao vây Trần châu, song không thể chiếm được thành. Vào mùa đông năm 883, khi Hoàng Sào vẫn đang bao vây Trần châu, Tần Tông Quyền đích thân dẫn quân bao vây Hứa châu, song cũng không thể chiếm được thành này. Vào mùa xuân năm 884, Tần Tông Quyền khiển một người đệ tiến công Lư châu, và chiếm cứ Thư Thành trong một thời gian, trước khi Lư châu thứ sử Dương Hành Mật phái thuộc hạ là Điền Quân đi đẩy lui huynh đệ họ Tần.
Vào mùa hè năm 884, Hoàng Sào bị đánh bại và bị cháu là Lâm Ngôn (林言) giết chết. Tuy nhiên, Tần Tông Quyền không quy phục triều đình Đường, ông đem quân đến cướp phá các quân xung quanh. Đặc biệt, ông còn tiến công Tuyên Vũ tiết độ sứ Chu Toàn Trung; song đến khi Thiên Bình tiết độ sứ đến cứu viện cho Chu Toàn Trung; Tần Tông Quyền chiến bại và phải triệt thoái. Trong khi đó, vào mùa đông năm 884, khi một tướng Đường làm phản khác là Lộc Yến Hoằng tiến công Tương châu, Tần Tông Quyền đã phái thuộc hạ là Tần Cáo (秦誥) và Triệu Đức Nhân (趙德諲) đến tăng viện cho Lộc Yến Hoằng, liên quân chiếm được Tương châu. Sau đó, Lộc Yến Hoằng tiến công và chiếm được Hứa châu, buộc Chu Ngập phải chạy trốn, trong khi quân của Tần Tông Quyền tiếp quản Tương châu.
Đồng thời, Tần Tông Quyền cũng phái các bộ tướng đi tiến công các quân lân cận: Trần Ngạn (陳彥) tiến công Hoài Nam ; Tần Hiền (秦賢) tiến công Giang Tây; Tần Cáo chiếm được Sơn Nam Đông đạo; Tôn Nho chiếm được đông đô Lạc Dương của Đường, cũng như Thiểm Quắc; Trương Chí (張晊) chiếm Nhữ châu và Trịnh châu; và Lô Đường (盧瑭) tiến công Tuyên Vũ quân. Theo mô tả, quân của Tần Tông Quyền đi đến bất cứ đâu cũng đều tiến hành tàn sát, phóng hỏa, hãm hiếp và cướp bóc, thậm chí còn tàn ác hơn quân của Hoàng Sào. Hơn nữa, quân của Tần Tông Quyền không có nguồn cung thực phẩm, và họ đã nhiều lần lấy thịt người làm quân lương. Khi đó, Đường Hy Tông đã lập kế hoạch trở về Trường An, song vì lo sợ trước những gì mà quân của Tần Tông Quyền đã thực hiện, hoàng đế đã ban một chiếu chỉ nhằm chiêu dụ Tần Tông Quyền, song Tần Tông Quyền không có hành động nào.
Vào mùa xuân năm 885, Tần Tông Quyền lệnh cho Quang châu thứ sử Vương Tự phải nộp tô thuế cho ông, khi Vương Tự không có khả năng cung cấp, Tần Tông Quyền tức giận và phát binh tiến công. Vương Tự lo sợ và buộc người dân Quang châu và Thọ châu theo ông ta vượt sang bờ nam Trường Giang. Tần Tông Quyền cũng tiến công Dĩnh châu  và Bạc châu, song bị Chu Toàn Trung đẩy lui.

## Làm hoàng đế
Vào mùa xuân năm 885, Tần Tông Quyền xưng đế. Trước tình thế này, Đường Hy Tông đã bổ nhiệm Vũ Ninh tiết độ sứ Thì Phổ làm 'Thái châu tứ diện hành doanh binh mã đô thống', song thoạt đầu Thì Phổ và các tướng Đường khác không tiến hành nhiều hành động chống lại Tần Tông Quyền.
Sau khi xưng đế, Tần Tông Quyền tiếp tục chiến dịch mở mang lãnh thổ. Ông sai em là Tần Tông Ngôn (秦宗言) tiến công Kinh Nam, còn bản thân ông tiến công Hứa châu, giết Lộc Yến Hoằng. Trong số 20 châu xung quanh, chỉ còn Trần châu do Triệu Thù (趙犨) trấn thủ, và Biện châu trong tay Chu Toàn Trung; là tiếp tục chống lại Tần Tông Quyền. Vào mùa xuân năm 887, Tần Tông Quyền tức giận vì không thể đánh bại Chu Toàn Trung, do vậy đã chuẩn bị cho một cuộc tiến công quyết định vào Biện châu. Chu Toàn Trung phái thuộc hạ là Chu Trân (朱珍) tuyển mộ binh sĩ ở phía đông; Chu Trân trở về với quân tiếp viện và ngựa, nhờ đó mà Chu Toàn Trung đã đánh bại Tần Hiền. Khi Tần Tông Quyền thân chinh vào mùa hè năm 887, Chu Toàn Trung tập hợp binh sĩ Tuyên Vũ quân và Nghĩa Thành, cũng như quân cứu viện của Chu Tuyên và Chu Cẩn- người đã chiếm được Thái Ninh quâ. Binh sĩ của bốn quân hợp binh và khiến quân của Tần Tông Quyền thảm bại tại Biên Hiếu thôn (邊孝村) ở ngay bên ngoài thành Biện châu, Tần Tông Quyền chạy trốn. Khi hay tin Tần Tông Quyền chiến bại, các thuộc hạ của ông cũng bỏ thành Lạc Dương, Hà Dương, Hứa châu, Nhữ châu, Hoài châu, Trịnh châu, Thiểm châu Quắc châu; và chạy trốn. Từ thời điểm đó trở đi, sức mạnh của Tần Tông Quyền bắt đầu suy yếu.
Khi Hoài Nam rơi vào tình trạng hỗn loạn, tận dụng thời cơ, Tần Tông Quyền đã phái em là Tần Tông Hành (秦宗衡) và Tôn Nho tiến về đông nam để đoạt lấy Hoài Nam từ tay Dương Hành Mật. Sau đó, khi hay tin Tần Tông Quyền thất bại trước Chu Toàn Trung, Tần Tông Hành đã cố gắng trở về Thái châu cứu viện Tần Tông Quyền, song Tôn Nho đã giết chết Tần Tông Hành và đoạt lấy binh lính, sau đó Tôn Nho tiếp quản Hoài Nam một thời gian song không còn nghe theo lệnh của Tần Tông Quyền. Trong khi đó, vào mùa đông năm 887, Tần Tông Quyền tái chiếm Trịnh châu, trong khi Triệu Đức Nhân (được Tần Tông Quyền bổ nhiệm là Sơn Nam Đông đạo lưu hậu) chiếm được Kinh Nam và giết tiết độ sứ Trương Côi của Đường, để thuộc hạ của Trương là Vương Kiến Triệu kiểm soát thủ phủ Giang Lăng của Kinh Nam.
Vào mùa thu năm 888, tướng Thành Nhuế của Đường đã tái chiếm Giang Lăng, Vương Kiến Triệu phải chạy trốn. Sau khi để mất Kinh Nam và nhận thấy Tần Tông Quyền đang trong tình thế khó khăn, Triệu Đức Nhân đã quyết định quay sang quy phục Đường và liên kết với Chu Toàn Trung - người đang giữ chức đô thống chống lại Tần Tông Quyền. Theo biểu của Chu Toàn Trung, Đường Chiêu Tông bổ nhiệm Triệu Đức Nhân là Trung Nghĩa quân tiết độ sứ (đổi tên từ Sơn Nam Đông đạo), 'Thái châu tứ diện hành doanh phó đô thống'. Trong khi đó, Chu Toàn Trung sau khi đoạt được Lạc Dương và Hà Dương vào trước đó, đã quyết định tiến hành chiến dịch quyết định chống lại Tần Tông Quyền. Chu Toàn Trung đánh bại Tần Tông Quyền trong một trận chiến diễn ra ngay phía nam Thái châu, Tần Tông Quyền triệt thoái vào Thái châu và thủ thành chống lại cuộc bao vây của Chu Toàn Trung. Đến khi nguồn lương thực cạn kiệt, Chu Toàn Trung đã triệt thoái. Sau khi Chu Toàn Trung dời đi, quân của Tần Tông Quyền tái chiếm Hứa châu.

## Bị lật đổ và qua đời
Khoảng tết năm 889, thuộc hạ của Tần Tông Quyền là Thân Tùng (申叢) đã tiến hành binh biến chống lại ông, Tần Tông Quyền bị bắt, bị bẻ gãy chân và bị giam giữ. Thân Tùng sau đó quy phục Chu Toàn Trung, được Chu Toàn Trung bổ nhiệm là Thái châu lưu hậu. Tuy nhiên, vào mùa xuân năm 889, một bộ tướng khác là Quách Phan (郭璠) đã giết chết Thân Tùng (tuyên bố với Chu Toàn Trung rằng Thân Tùng có ý định phục vị cho Tần Tông Quyền) và giải Tần Tông Quyền đến Biện châu.
Chu Toàn Trung sau đó giải Tần Tông Quyền đến Trường An. Vào ngày 1 tháng 4, Tần Tông Quyền bị xử chém đầu dưới một gốc liễu, Kinh Triệu doãn Tôn Quỹ (孫揆) giám sát việc hành hình. Ngay trước khi bị hành hình, Tần Tông Quyền la hét với Tôn Quỹ: "Thượng thư xét Tông Quyền là kẻ phản loạn sao?. Nhưng đó chỉ là lòng trung thành của ta không thể hiện được." Nghe được những lời này, những người tụ tập để chứng kiến vụ hành hình đều bật cười. Vợ của Tần Tông Quyền là Triệu thị cũng bị xử chém cùng ông, hoặc bị đánh đến chết.